# Federal capgroc
El federal capgroc o merla de cap groc (Xanthocephalus xanthocephalus) és una espècie d'ocell de la família dels ictèrids (Icteridae) i única espècie del gènere Xanthocephalus. Habita marjals i terres de conreu d'Amèrica del Nord, criant al sud i sud-oest del Canadà i centre i est dels Estats Units, arribant al nord-oest de Mèxic. Les poblacions més septentrionals arriben en hivern fins al sud de Mèxic.